# Ulrike Rodust
Ulrike Rodust (nascida em 4 de junho de 1949) é uma política alemã que foi membro do Parlamento Europeu (MEP) de 2008 a 2019. Ela é membro do Partido Social Democrata, parte do Partido dos Socialistas Europeus.
Entre 1993 e 2008, Rodust foi membro do Landtag de Schleswig-Holstein.

## Serviço parlamentar
- Membro, Comissão das Pescas (2008-2019)
- Membro, Delegação para as Relações com os Países da América Central (2009-2019)
- Membro, Delegação à Assembleia Parlamentar Euro-Latino-Americana (2009-2019)
- Membro, Delegação à Comissão Parlamentar Mista UE-Antiga República Jugoslava da Macedónia (2008-2009)
- Membro, Comissão de Transporte e Turismo (2008-2009)
- Membro da Comissão de Agricultura e Desenvolvimento Rural (2009-2014)

Além das suas atribuições no comité, Rodust actuou como membro do Intergrupo do Parlamento Europeu sobre o Saara Ocidental e do Intergrupo do Parlamento Europeu sobre Direitos LGBT. Ela foi uma das vice-presidentes do Intergrupo do Parlamento Europeu para os Mares, Rios, Ilhas e Zonas Costeiras. Em 2013, ela representou o Parlamento nas negociações sobre a reforma da Política Comum das Pescas (PCP) para o período orçamental de 2014-2020.
Em maio de 2018, Rodust anunciou que não se candidataria às eleições europeias de 2019, e renunciaria à política activa até ao final da legislatura.